# GR-12 (autovía)
La autovía GR-12 o autovía de acceso al aeropuerto de Granada  es una autovía interurbana en proyecto que enlazará la ciudad de Granada con el aeropuerto Federico García Lorca de Granada-Jaén.